# 前衛無言禅師
前衛無言禅師（ぜんえいむごんぜんじ）は、茅野嘉亮、箸本智、金子将昭によって結成された日本のバンド。略称「前衛」。
2005年結成。基本は3名での演奏活動を行っているが、ライブによっては様々なジャンルで活動しているミュージシャンをサポートメンバーに加え、最大で30名ほどの巨大バンドにもなる。主に都内・横浜を中心にライブ活動をしており、ライブごとに様々なジャンルから多くのミュージシャンが参加することからミュージシャン同士の交差点ともなっている。

## 歴史
2005年7月26日、関内King's barにて初ライブを行う。この時期はZOOMのRT-123で作ったリズムトラックを使用し、ピアノとトランペットの即興によって主に演奏されていたが、翌年の原宿クロコダイルでのライブからサポートメンバーを加え、楽曲として構成をもつものやドラムをいれたクラブビートを使用したサウンドなども多用されるようになった。
2006年10月8日、ジャズのライブハウスの老舗、赤坂Bbにてワンマンライブを行う。オリジナルメンバーに加え、サポートメンバーはトランペット、トロンボーン、サックス、ピアノ、ベース、ギター、ドラム、パーカッション、和太鼓、語りの総勢23名による巨大バンドとなった。
この時のライブの様子が音楽雑誌｢楽器族。ブラストライブ｣の2007年vol.2号に掲載され、ブラストライブのブログやサイトでも取り上げられた。記事に掲載された、ビッグバンドでありながら即興で演奏していく｢ペンギン｣はこの時が初披露となった。
2007年5月5日、前衛無言禅師の初主催イベント｢tree｣が渋谷FIVE SENSEで開催された。以降、｢tree｣、｢why not｣、｢野口茜誕生日セレモニー｣などイベントを多く主催していく。
2009年3月24・25日、池袋鈴ん小屋にてイベント｢why not 2days｣を開催。主催イベントとして初めて複数日となった。このイベントは今までと趣向が異なり、ステージに舞台装置を設置し、それにあわせて演奏を行い、ダンス演出や語りなどを物語として仕上げた音楽劇となった。
2009年8月12・13・14日、吉祥寺Star Pine's Cafeにて｢3夜連続　前衛無言禅師の夏祭り｣を開催。
現在もライブを中心に精力的に活動している。

## 音楽性

### 多様なジャンル
サポートメンバーを含む、参加しているミュージシャンがファンク、ジャズ、ラテン、ポップス、クラブミュージック、フュージョン、ソウルと様々なジャンルで活動していることから、即興演奏を伴うサウンドにはそれらが強く反映されている。また前衛無言禅師アフリカンセッションや前衛無言禅師ビッグバンド等、一定のテーマを設けて演奏することもある。

### 楽曲
楽曲の大半は器楽曲（インストゥルメンタル）であり、ボーカルが入る場合、歌を聞かせるというよりは一種の楽器としての扱いの方が多い。初期に作られた曲は、一つのテーマがあり（｢雨｣や｢台風｣など）、リズムトラックを流し、ループさせたベースに、エフェクトをかけたトランペットとピアノが即興で演奏していくという形が多かったが、サポートメンバーを伴ってからは楽曲として構成を持ったものが多い。曲名は、単純にイメージできるものか、識別のためにつけたものがそのままになっている場合がほとんどである。サウンド自体は和を基調としてはいるが、和にこだわっているわけではない。

#### 代表曲
- ちょいと車屋さん（初期からあるもっとも演奏されている曲）
- お祭り（ライブの終盤で演奏される代表曲）
- かえる（かえるの合唱のように反復される曲）
- 新曲(同じテーマで3拍子と4拍子が入れ替わる曲)
- 雨（終盤必ずカオスになる曲）
- カブトムシVSおおくわがた（二部構成の大曲）
- ペンギン（ビッグバンドで即興演奏する実験的楽曲）
- KKK
- 夜桜（雅楽を彷彿とさせるバラード曲）
- ゴエモン
- 台風
- フレグランス
- 池袋でパンチ
- お化け（物語にあわせてバンドが即興でBGMをつけていく曲）

他

## 名前の由来
前衛無言禅師という名前は造語であり、｢前衛｣が新しい物、先進的な物を意味し、｢無言｣は音楽、｢禅師｣とはそれらを伝える者ということを表しており、前衛無言禅師とは、新しい音楽を伝える者という意味である。

## 主な共演メンバー
演奏やイベントに係った主な共演メンバーは下記（順不同）。
- 茅野嘉亮　トランペット、指揮、エフェクト、打ち込み
- 箸本智　サウンドエフェクト、リズムトラック、ナレーション
- 金子将昭　ピアノ、キーボード、シンセ、エフェクト
- 徳田雄一郎　アルトサックス
- 横田寛之　アルトサックス
- 副田整歩　アルトサックス
- 鈴木令子　アルトサックス
- 井口久美子(東京ブラススタイル)　テナーサックス
- 石川周之介　テナーサックス、バリトンサックス
- 辻野進輔　テナーサックス
- 寺井雄一　テナーサックス
- 阿部寿代　テナーサックス、バリトンサックス
- YUKA　テナーサックス
- 吉田誠二　バリトンサックス
- 小林豊美　フルート
- 石川整　トランペット
- 中山浩介　トランペット
- 赤塚謙一　トランペット
- 清水崇晶　トランペット
- 大野要介　トランペット、フォト、装飾、デザイン
- 村上基　トランペット
- 仁村愛　トランペット
- 湯浅佳代子(元東京ブラススタイル)　トロンボーン
- 榎本祐介　トロンボーン
- 須加裕之　トロンボーン
- TARO　トロンボーン
- 足立恵子(東京ブラススタイル)　トロンボーン
- 芹澤淳　トロンボーン
- 相内昭徳　トロンボーン
- 宮崎大介　ギター
- 稲岡吾郎　ギター
- 野口茜(元東京ブラススタイル)　ピアノ、キーボード
- 船山美也子　キーボード、シンセ
- 千々岩かな　シンセ
- 藤巻良康　ベース
- 太田フトシ　ベース
- 小山尚希　ベース
- 工藤明　ドラムス
- 木村創生　ドラムス
- 松本安生　ドラムス
- 安部泰郎　パーカッション
- 津島周平　パーカッション
- 和崎洋日　アフリカンパーカッション
- 春山友志　アフリカンパーカッション
- 田野村聡　尺八
- TSUMUZI　ヴァイオリン
- 山根星子　ヴァイオリン
- 木村美保　ボーカル
- 池上藍　ボーカル
- 須田晶子　ボイス
- 後藤英里　ボイス
- KNEK　DJ
- SATORU(No style,jazzin'park)　DJ
- Mii　DJ
- 山川明美　語り
- 青木ちか　語り
- 林幹　和太鼓
- aki　VJ、デザイン、映像
- 澁谷有香　演出・操作
- 池田弥生　演出・操作
- 森田千晶　演出・操作
- 石橋由夏　書道
- 坂本トモコ　書道
- 小原実香 　書道
- 根上玲位　装飾
- あべゆい　装飾
- あいざー　フォト
- のっぴー＆仲間たち　駄菓子屋
- ユラレリリイ　フード
- barracao da mocidade　フード

他多数
なお、茅野は小・中編成の場合はトランペットを演奏することが多いが、大編成（=ビッグバンド）においてはトランペットソロ以外は指揮に専念している。

## 過去のライブ・イベント出演
- 2005年
  - 7月26日　関内King's bar
  - 8月23日　西荻窪 w.jaz
- 2006年
  - 1月17日　原宿クロコダイル
  - 1月31日　大泉学園まほうの竜
  - 4月11日　大泉学園まほうの竜
  - 5月31日　草加シュガーヒル
  - 6月22日　大泉学園まほうの竜
  - 7月19日　関内King's bar
  - 10月8日　赤坂Bb
- 2007年
  - 5月5日　｢tree｣渋谷FIVE SENSE
  - 7月19日　吉祥寺Star Pine's Cafe
  - 9月1日　橋本水眠亭
  - 9月15日　吉祥寺Star Pine's Cafe
  - 11月3日　赤坂Bb
- 2008年
  - 1月28日　吉祥寺Star Pine's Cafe
  - 3月23日　大久保DAC スペースDO
  - 6月4日　｢tree vol.2｣吉祥寺Star Pine's Cafe
  - 9月30日　｢Why Not vol.ZERO｣池袋鈴ん小屋（※主催イベントだが出演はしていない）
  - 10月21日　｢野口茜誕生日セレモニー｣　吉祥寺Star Pine's Cafe
  - 10月30日　｢Why Not vol.ONE｣池袋鈴ん小屋
- 2009年
  - 3月24/25日　｢Why Not!｣池袋鈴ん小屋
  - 8月12/13/14日　「3夜連続　前衛無言禅師の夏祭り」吉祥寺STARPINES CAFE
- 2010年
  - 5月4日　水道橋東京倶楽部
  - 5月24日　吉祥寺Star Pine's Cafe
  - 5月26日　｢Why Not!｣池袋鈴ん小屋
- 2011年
  - 5月6日　西荻窪w.jaz
  - 5月31日　池袋鈴ん小屋
  - 7月17日　渋谷JZ brat